# St. Georg (Holzschwang)

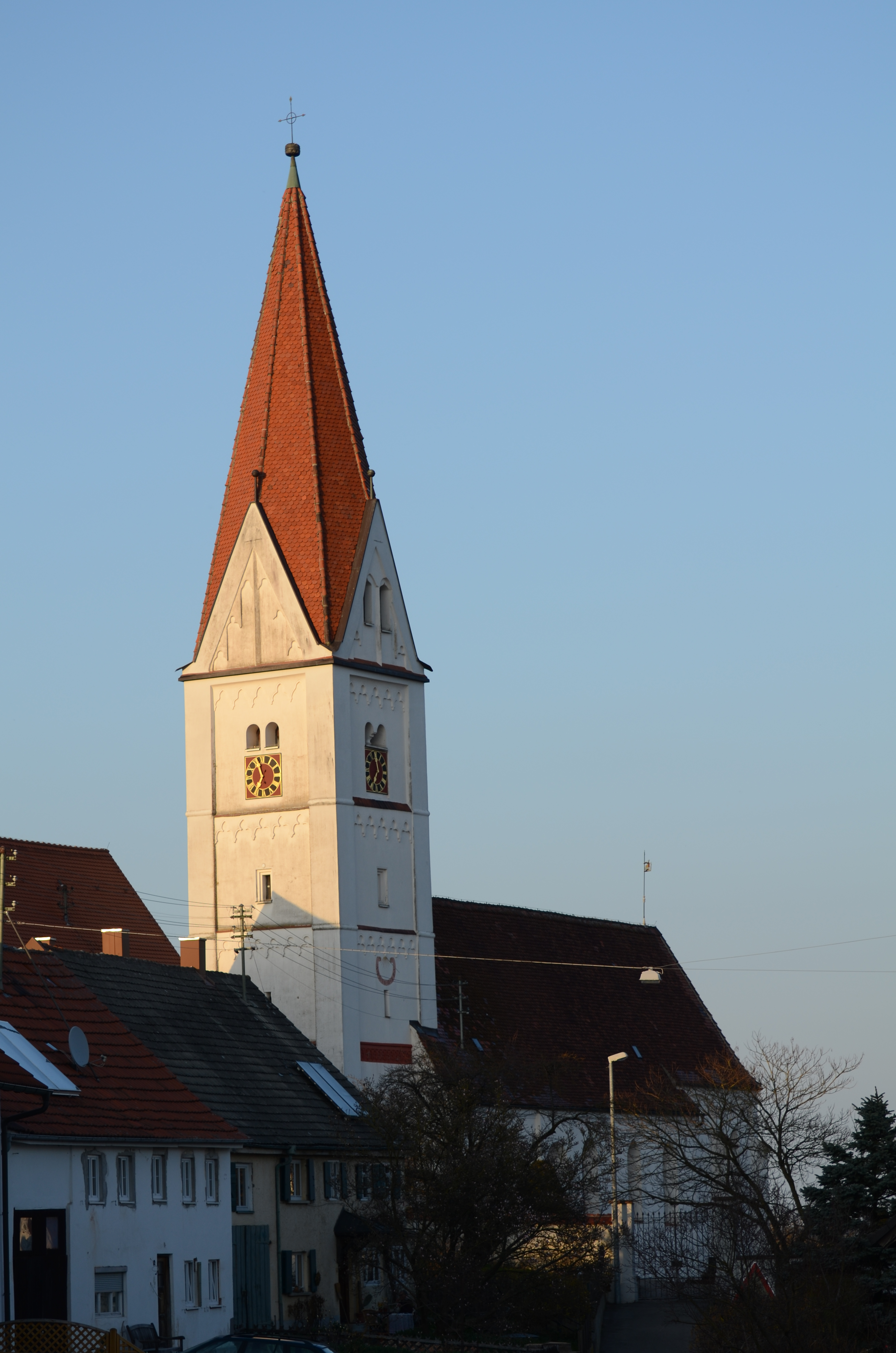
St. Georg in Holzschwang

Die evangelisch-lutherische Pfarrkirche St. Georg steht in Holzschwang, einem Stadtteil von Neu-Ulm in Bayern. Das Bauwerk ist in der Liste der Baudenkmäler in Neu-Ulm als Baudenkmal unter der Nr. D-7-75-135-74 eingetragen. Die Kirche gehört zum Dekanat Neu-Ulm des Kirchenkreises Augsburg der Evangelisch-Lutherischen Kirche in Bayern.

## Beschreibung
Die Saalkirche besteht aus einem im 14. Jahrhundert gebauten Langhaus, einem eingezogenen Chor mit Fünfachtelschluss im Osten, einem Kirchturm auf quadratischem Grundriss im Westen, die beide um 1513 erbaut wurden, und der Sakristei an der Nordwand des Chors. Das oberste Geschoss des Kirchturms beherbergt die Turmuhr.
Der Innenraum des Langhauses wurde um 1770 mit Stuck versehen und einem Spiegelgewölbe überspannt, der des Chors mit einem Kreuzrippengewölbe auf spitzen Konsolen. An der nördlichen Wand des Langhauses wurde der Rest eines spätgotischen Gemäldes mit der Darstellung des heiligen Sebastian 1989/91 freigelegt. Das Gemälde mit der Taufe Jesu hat um 1720/25 Jacopo Amigoni ursprünglich für die Anastasiakapelle in Benediktbeuern gemalt. Zur Kirchenausstattung gehören der Altar und die Kanzel, die 1911 Leonhard Vogt dem Stil um 1720 angeglichen gestaltet hat.
Die Orgel auf der Empore wurde 1984 von der Orgelbau Sandtner gebaut.